# Пирогово (Воробьёвское сельское поселение)
Пирогово — деревня в Сокольском районе Вологодской области.
Входит в состав Воробьёвского сельского поселения, с точки зрения административно-территориального деления — в Воробьёвский сельсовет. Расположена к северу от автодороги А123.
Расстояние по автодороге до районного центра Сокола — 51 км, до центра муниципального образования Воробьёва — 6 км. Ближайшие населённые пункты — Шипуново, Корино, Великий Двор.
По переписи 2002 года население — 32 человека (15 мужчин, 17 женщин). Всё население — русские.